# Sony Ericsson G900
Sony Ericsson G900 è uno smartphone ed il successore del Sony Ericsson P1. Il telefono impiega la piattaforma software UIQ 3.0, basata su Symbian OS 9.1. È apparso sul mercato nel luglio 2008.